# Драшко Ђорђевић
{{Инфокутија Фудбалер
| име = Драшко Ђорђевић
| младе_године = |актуелизовано1_(датум)=
| награде =
| тренерски_клубови = 
| тренерске_године = |репрезентација_(голови)=|репрезентација_(наступи)=|репрезентација_(име)=|репрезентација_(године)=
| голови = (1)
(0)
(0)
(0)
(1)
(1)
(0)
(0)
(3)
(0)
| наступи = 21
21
14
0
7
20
0
10
21
2
| клубови = БАСК
Доњи Срем 2015
Бежанија
Црвена звезда
Београд
Бежанија
Ал Мојзел
Спартак Суботица
Синђелић Београд
Работнички
|године=2014—2015
2015—2016
2016
2017—2018
2017
2017—2018
2018—2019
2019
2019
2020
|млади_клубови=Обилић
Црвена звезда
Палилулац
| позиција=одбрамбена
| слика =
| актуелни_број = 6
| актуелни_клуб = Работнички
| висина = 1,84 m
| држава_смрти=
| место_смрти=
| датум_смрти=
| држава_рођења=СР Југославија
| место_рођења=Београд
| датум_рођења=1. август 1993.
| надимак =
| пуно_име = Драшко Ђорђевић
| опис_слике=
| ширина_слике =
Драшко Ђорђевић (Београд, 1. август 1993) српски је фудбалер.

## Kаријера
Каријеру је започео у Обилићу. Прешао је у Црвену звезду. Први наступ у сениорској конкуренцији имао је у ФК Палилулац. За њих је играо од своје седамнаесте до краја 2012. године. Године 2013. играо је за Раднички Београд, а 2014. за БАСК. Играо је у двадесет и једној утакмици Српске лиге Београда, постигавши један гол у сезони 2014—15. Сезоне 2015—16. прешао је у Доњи Срем, играјући у двадесет и три утакмице на одбрамбеној позицији. Лета 2016. потписао је уговор за Бежанију.
Почетком 2017. прешао је у Црвену звезду. Играо је у 
Првој лиги Србије 2016—17. за ОФК Београд. Почетком маја 2017, у утакмици против Мачве Шабац, Ђорђевић је сломио ногу. Вратио се лета 2017. у Бежанију.

## Статистика каријере

### Клуб
| Клуб           | Сезона   | Лига         | Лига    | Лига   | Куп     | Куп    | Континентално | Континентално | Остало  | Остало | Укупно  | Укупно |
| Клуб           | Сезона   | Лига         | Наступи | Голови | Наступи | Голови | Наступи       | Голови        | Наступи | Голови | Наступи | Голови |
| -------------- | -------- | ------------ | ------- | ------ | ------- | ------ | ------------- | ------------- | ------- | ------ | ------- | ------ |
| БАСК           | 2013—14. | Лига Београд | 11      | 1      | —       | —      | —             | —             | —       | —      | 11      | 1      |
| БАСК           | 2015—16. | Лига Београд | 10      | 0      | —       | —      | —             | —             | —       | —      | 10      | 0      |
| БАСК           | Укупно   | Укупно       | 21      | 1      | —       | —      | —             | —             | —       | —      | 21      | 1      |
| Доњи Срем 2015 | 2015—16. | Прва лига    | 21      | 0      | 2       | 0      | —             | —             | —       | —      | 23      | 0      |
| ОФК Београд    | 2016—17. | Прва лига    | 7       | 1      | —       | —      | —             | —             | —       | —      | 7       | 1      |
| Бежанија       | 2016—17. | Прва лига    | 14      | 0      | 1       | 0      | —             | —             | —       | —      | 15      | 0      |
| Бежанија       | 2017—18. | Прва лига    | 20      | 1      | 0       | 0      | —             | —             | —       | —      | 20      | 1      |
| Бежанија       | Укупно   | Укупно       | 34      | 1      | 1       | 0      | —             | —             | —       | —      | 35      | 1      |
| Укупно         | Укупно   | Укупно       | 83      | 2      | 3       | 0      | —             | —             | —       | —      | 86      | 2      |